# ФК Норфолк
ФК Норфолк (на английски: Norfolk) е бивш футболен отбор от град Шефилд, Англия.
Налага се като значим отбор в града през 1863, когато печели 7 и губи само 2 от 10-те играни мача.
Мачът с Макензи от 1863, който завършва с бурни овации, се дава като пример за спортсменско поведение на публиката, в противовес на други мачове от периода, като този между Халам и Шефилд от 1862, през второто полувреме на който фенове от публиката се включват в играта.
През 1865 играят срещу Лийдс два мача, единият от които е по шефилдските правила, а другият – по тези на Лийдс.
Участват в най-значимия дотогава британски турнир Йодан Къп през февруари 1867 и достигат до финал, където губят от ФК Халам с 0:1.
През 1867 само 2 от играните местни мачове са загуби, завършените наравно са 7, а победите – 13. През същата година играят с Нотингам по техните правила. Членовете на клуба наброяват 200 души.
По-късно клубът е закрит.